# Білий Андрій Анисимович
Андрій Анисимович Білий (нар. 1922,  — пом. 2011) — радянський офіцер-зв'язківець, Герой Радянського Союзу (1943).

## Біографія
Народився 17 червня 1922 року у селі Новинки (нині Калинковицький район Гомельської області Білорусі) у селянській родині. Білорус. Освіта середня. Закінчив курси вчителів початкових класів. Працював учителем.
У РСЧА з 1941 року. В грудні того ж року закінчив Сталінградське військове училище зв'язку.
На фронтах німецько-радянської війни з квітня 1942 року. Відзначився під час битви за Дніпро.
У ніч на 16 жовтня 1943 року командир взводу зв'язку 685-го стрілецького полку (193-я стрілецька дивізія, 65-та армія, Центральний фронт) молодший лейтенант Білий отримав задачу встановити і підтримувати зв'язок із ротами, що захопили плацдарм на березі Дніпра в районі села Лоєв (Гомельська область). Зі взводом успішно переправився на саморобних плотах через річку, вправно розподілив сили і засоби та забезпечив безперебійний зв'язок командира батальйону з плацдармом.
До 1967 року підполковник А. А. Білий продовжував службу у ЗС СРСР. Жив і працював в місті Лобня (Московська область РФ).

## Звання та нагороди
30 жовтня 1943 року Андрію Анисимовичу Білому присвоєно звання Героя Радянського Союзу.
Також нагороджений:
- орденом Леніна
- орденом Вітчизняної війни 1 ступеня
- медалями